# Botis
In de demonologie is Botis de Grote Voorzitter en de Graaf van de Hel. Hij beveelt zestig legioenen van demonen.
Hij wordt afgebeeld als een slang. Hij kan veranderen naar een mensenvorm met grote tanden en twee hoorns. In menselijke gedaante heeft hij een scherp en schitterend zwaard in zijn hand.

## Andere namen
- Otis